# Ozorków (gemeente)
De gemeente Ozorków is een landgemeente in het Poolse woiwodschap Łódź, in powiat Zgierski.
De zetel van de gemeente is in Ozorków.
Op 30 juni 2004 telde de gemeente 6477 inwoners.

## Oppervlakte gegevens
In 2002 bedroeg de totale oppervlakte van gemeente Ozorków 95,17 km², waarvan:
- agrarisch gebied: 78%
- bossen: 13%

De gemeente beslaat 11,15% van de totale oppervlakte van de powiat.

## Demografie
Stand op 30 juni 2004:
| Omschrijving                   | Totaal | Totaal | Vrouwen | Vrouwen | Mannen | Mannen |
| ------------------------------ | ------ | ------ | ------- | ------- | ------ | ------ |
| eenheid                        | aantal | %      | aantal  | %       | aantal | %      |
| inwoners                       | 6477   | 100    | 3253    | 50,2    | 3224   | 49,8   |
| bevolkingsdichtheid (inw./km²) | 68,1   | 68,1   | 34,2    | 34,2    | 33,9   | 33,9   |

In 2002 bedroeg het gemiddelde inkomen per inwoner 1518,09 zł.

## Administratieve plaatsen (sołectwo)
Aleksandria, Boczki, Borszyn, Cedrowice-Opalanki, Cedrowice-Parcela, Celestynów-Katarzynów, Czerchów-Dybówka, Helenów, Konary, Leśmierz, Małachowice, Małachowice-Kolonia, Maszkowice, Modlna, Muchówka, Ostrów, Parzyce, Sierpów, Skotniki, Skromnica-Tkaczew, Sokolniki, Sokolniki-Las, Sokolniki-Parcela, Solca Mała ,Solca Wielka, Śliwniki, Tymienica, Wróblew.

## Aangrenzende gemeenten
Góra Świętej Małgorzaty, Łęczyca, Ozorków, Parzęczew, Zgierz